# 女はどうなるか
『女はどうなるか』（おんなはどうなるか）は、1934年（昭和9年）に日本で製作・公開されたサイレント映画である。大都映画製作。

## スタッフ
- 監督：根岸東一郎
- 脚本：福島鶴
- 原作：河合徳三郎
- 撮影：富沢恒夫

## キャスト
- 木下双葉
- 南部章三
- 久野あかね
- 甲賀計二
- 藤間林太郎